# Simalingkar B
Simalingkar B is een bestuurslaag in het regentschap Medan van de provincie Noord-Sumatra, Indonesië. Simalingkar B telt 5511 inwoners (volkstelling 2010).